# Armin Mustedanović
 Armin Mustedanović est un joueur bosnien de volley-ball né le 26 avril 1986 à Brčko (Brčko). Il mesure 1,95 m et joue réceptionneur-attaquant.

## Clubs
| Club                                 | Pays               | De   | À    |      |
| ------------------------------------ | ------------------ | ---- | ---- | ---- |
| MOK Jedinstvo Brčko                  | Bosnie-Herzégovine | 2000 | 2007 |      |
| OK Kakanj Kakanj                     | Bosnie-Herzégovine | 2007 | 2008 |      |
| AS Cannes                            | France             | 2008 | 2009 |      |
| CA Brive                             | France             | 2009 | 2010 |      |
| OK Kakanj Kakanj                     | Bosnie-Herzégovine | 2010 | 2012 |      |
| Greenwich Saat TED Ankara Kolejliler | Turquie            | 2012 | 2013 |      |
| Istanbul BB                          | Turquie            | 2013 | 2014 |      |
| Beijing BAIC Motors                  | Chine              | 2014 | 2015 |      |
| Şahinbey Belediye                    | Turquie            | 2015 | 2016 |      |
| VfB Friedrichshafen                  | Allemagne          | 2016 | 2016 | .... |

## Palmarès
- Championnat de Bosnie-Herzégovine (1)
  - Vainqueur : 2008
- Coupe de Bosnie-Herzégovine (1)
  - Vainqueur : 2008
- Coupe de Bosnie-Herzégovine (1)
  - MVP la plupart de joueur précieux (un prix décerné dans divers sports au meilleur joueur d'une équipe ou dans une ligue) : 2008
- Championnat de Bosnie-Herzégovine (1)
  - Vainqueur : 2011
- Coupe de Bosnie-Herzégovine (1)
  - Vainqueur : 2011
- Championnat de Bosnie-Herzégovine (1)
  - Vainqueur : 2012
- Coupe de Bosnie-Herzégovine (1)
  - Vainqueur : 2012